# Piper pullispicum
Piper pullispicum är en pepparväxtart som beskrevs av William Trelease. Piper pullispicum ingår i släktet Piper och familjen pepparväxter. Inga underarter finns listade i Catalogue of Life.